# Ivano-Mîkolaiivka, Rozdilna
Ivano-Mîkolaiivka (în ucraineană Івано-Миколаївка) este un sat în comuna Stepanivka din raionul Rozdilna, regiunea Odesa, Ucraina.

## Demografie
Componența lingvistică a localității Ivano-Mîkolaiivka
     Rusă (66,67%)
     Ucraineană (33,33%)
Conform recensământului din 2001, majoritatea populației localității Ivano-Mîkolaiivka era vorbitoare de rusă (66,67%), existând în minoritate și vorbitori de ucraineană (33,33%).